# GAZ-3310 "Valdai"
Il GAZ-3310 (russo: ГАЗ-3310), spesso indicato come Valdai (russo: Валдай), è un camion prodotto da Gor'kovskij avtomobil'nyj zavod. È stata presentata al salone dell'auto di Mosca nel 1999, è stata prodotta in serie dalla fine del 2003 e non ha alcun predecessore diretto. Anche altre fonti indicano il 2004 come primo anno di costruzione. La produzione è cessata alla fine del 2015.
In termini di dimensioni, il camion si trova sopra il furgone GAZelle e sotto il GAZ-3307. In termini di parti meccaniche, la Valdai era un mix tra questi modelli. Ad esempio, utilizzava un telaio GAZ-3307 modificato (che risaliva al GAZ-51 degli anni '40) ma aveva la cabina del furgone GAZelle. La cabina è molto simile a quella del furgone, soprattutto in termini di design, ma presenta alcune deviazioni che possono essere utilizzate per distinguere i veicoli. Il GAZ-3310 ha una griglia più grande e altri specchietti retrovisori che non sono verniciati nel colore dell'abitacolo. Inoltre il veicolo dispone di due gradini per la salita, uno in più rispetto al GAZelle. Anche la forma delle porte è stata leggermente modificata.
La prima generazione di veicoli dal 2003/04 in poi utilizzava motori diesel di fabbricazione russa, vale a dire il modello MMS-D245 E2. Dal 2010 in poi i camion furono equipaggiati con motori importati da Cummins Engine. Esistono versioni con cabina singola o estesa, il numero di posti (compreso il conducente) è di tre o sei. Inoltre venivano offerti due diversi telai, la variante standard con un passo di 3.310 millimetri e un modello allungato con 4.000 millimetri. Il sistema di sterzo è stato fornito da ZF Friedrichshafen. Dal 2010 il motore è stato progettato per una percorrenza massima di 500.000 chilometri.
Verso la fine del periodo di produzione, le cifre di vendita diminuirono. Nel 2014 sono state vendute 4.029 unità, nel 2015 solo 1.040. Nel dicembre 2015, la produzione è stata interrotta senza una sostituzione diretta.

## Specifiche
Per il modello GAZ-33106:
- Motore: motore diesel a quattro tempi a quattro cilindri in linea
- Tipo di motore: Cummins ISF3.8s3154
- Cilindrata: 3,76 l
- Alesaggio: 102 mm
- Corsa: 115 mm
- Potenza: 112 kW (152 CV)
- Coppia: 491 Nm
- Rapporto di compressione: 17,2:1
- Consumo di carburante: 12 l/100 km a 60 km/h e 15 l/100 km a 80 km/h
- Velocità massima: 105 km/h
- Pendenza massima percorribile con peso totale ammesso: 25 %
- Formula di guida: 4×2

Dimensioni e pesi:
- Lunghezza: 6050 mm
- Larghezza: 2643 mm
- Altezza con telone: 3060 mm
- Altezza soglia di carico: 1070 mm
- Passo: 3310 mm
- Altezza da terra: 177 mm
- Carreggiata anteriore: 1740 mm
- Carreggiata posteriore: 1702 mm
- Raggio minimo di sterzata: 13,6 m
- Lunghezza del vano di carico: 3494 mm
- Larghezza del vano di carico: 2176 mm
- Altezza della parete laterale: 518 mm
- Peso lordo del veicolo: 7400 kg
- Peso a vuoto: 3325 kg
- Carico utile: 4075 kg
- Carico massimo sull'asse anteriore: 3325 kg
- Carico massimo sull'asse posteriore: 5200 kg

## Versioni
Sulla base del GAZ-3310 sono state costruite diverse varianti del modello. L'elenco non è esaustivo.
- GAZ-33104 – modello base, dalla fine del 2003 o produzione in serie dall'inizio del 2004, passo corto
- GAZ-331041 – modello con passo più lungo, produzione in serie dal 2004
- GAZ-331043 – modello con doppia cabina, prodotto dal 2004
- GAZ-33106 – Modello a passo corto con motore diesel Cummins
- GAZ-331061 – vedi GAZ-33106, ma con passo esteso
- GAZ-331063 - modello a passo lungo con motore diesel Cummins ISF 3.8, in produzione dal 2010
- GAZ-SAZ-2505 – veicolo con cassone ribaltabile basato su GAZ-33104, costruito dal 2005
- GAZ-SAZ-2505-13 – Anche ribaltabile, ma con cassone ribaltabile più alto e con doppia cabina, costruito dal 2005
- Scuolabus NAMI-GAZ-3310 - prototipo di uno scuolabus sul telaio del GAZ-3310 del 2006, è stato costruito un solo veicolo
- Ruta 37 - autobus basato sul GAZ-3310, in produzione dal 2007

Inoltre, ci sono modelli convertiti come autopompe e trattori.